# Митрофанов, Пётр Сергеевич
Пётр Сергеевич Митрофанов (14 февраля 1915 — 1 сентября 1991) — советский моряк, капитан дальнего плавания, наиболее известный как человек, дважды спасший четырёхмачтовый барк «Седов» от утилизации и вернувший его к активной службе.

## Биография

### Ранние годы и военная служба
Родился в 1915 году в Тифлисе.
В 1938 году призван на военную службу. Окончил Ленинградское пограничное училище и начал службу в Военно-Морском Флоте СССР. Во время Великой Отечественной войны он служил на Каспийском море, командуя малыми охотниками и занимая должность начальника штаба Отдельного дивизиона малых охотников Морской пограничной охраны.

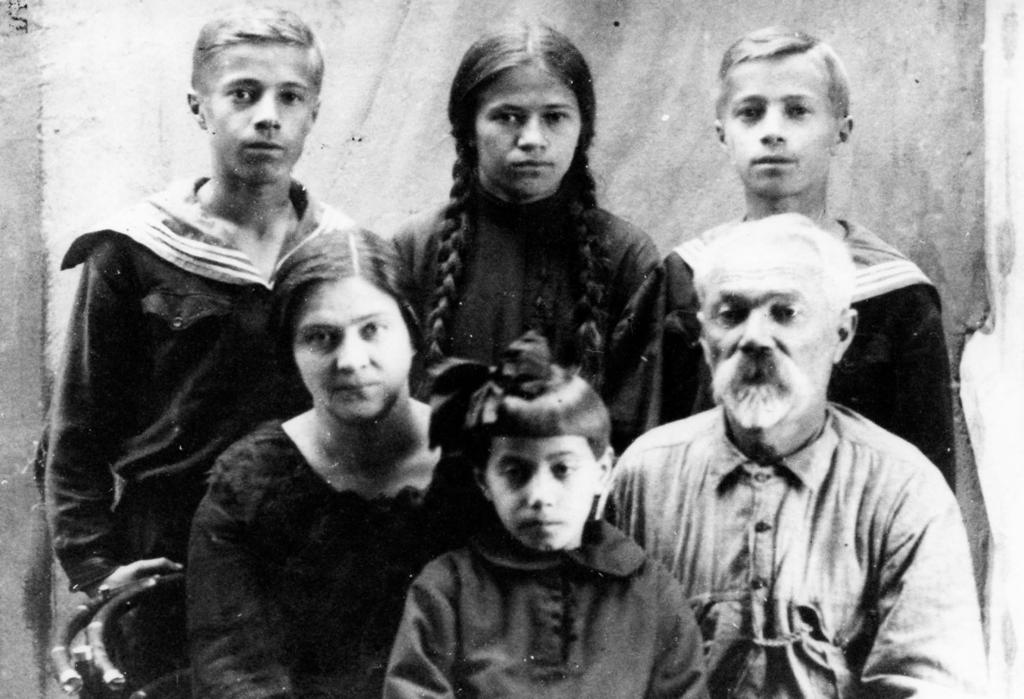
Семья Митрофановых, Тбилиси, конец 1920-х годов

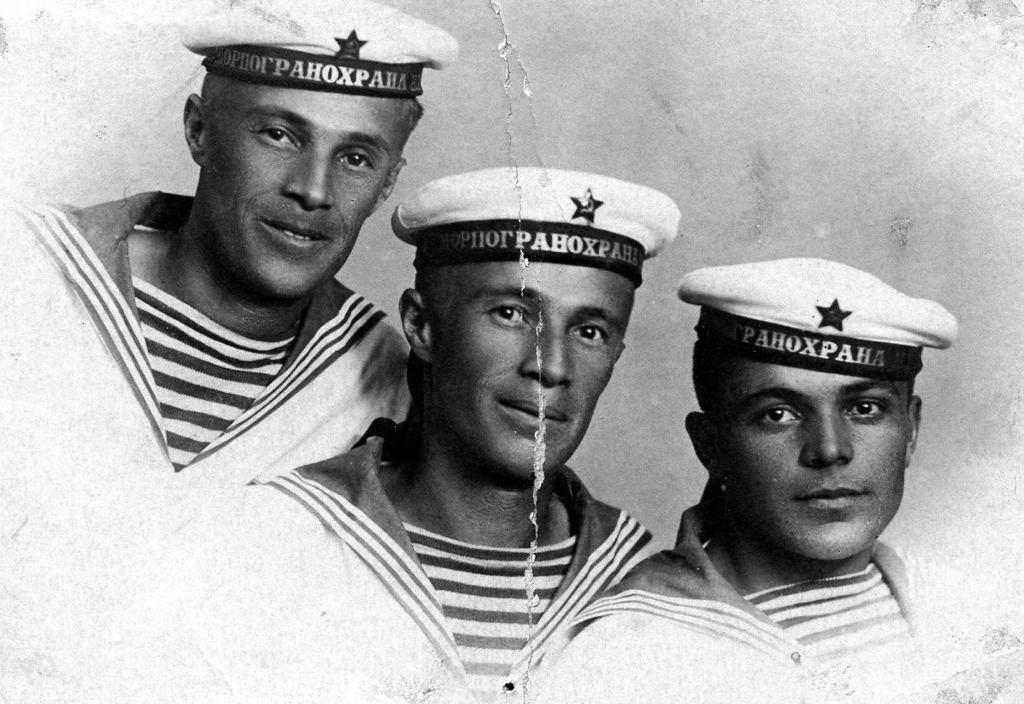
Пётр Сергеевич Митрофанов (на фото в центре) с братом и другом, 1930-е годы

К концу войны Митрофанов дослужился до звания капитан-лейтенанта и командовал Отдельным дивизионом малых охотников Краснознамённой Каспийской флотилии.

### Первое спасение «Седова»
В 1948 году Пётр Сергеевич Митрофанов был назначен капитаном барка «Седов», который в то время находился в плачевном состоянии и рассматривался для утилизации. Благодаря его усилиям и настойчивости судно было отремонтировано на Кронштадтском морском заводе, и в июне 1952 года «Седов» вышел в своё первое послевоенное плавание под флагом ВМФ СССР. Под его руководством судно участвовало в гидрографических исследованиях Атлантического океана и служило учебной платформой для курсантов.

### Второе спасение «Седова»
После увольнения в запас в 1962 году Пётр Сергеевич Митрофанов продолжал следить за судьбой «Седова». В конце 1960-х годов, когда судно вновь оказалось под угрозой списания, он активно участвовал в его спасении. Благодаря его усилиям и поддержке энтузиастов, «Седов» был передан Министерству рыбного хозяйства и вновь введён в строй после капитального ремонта.

### Третье спасение «Седова»
В июне 1981 года — в год 60-летия барка произошло его третье спасение — Митрофанов лично участвовал в его ремонте, но, во время ремонта, заболел и, в результате этого, получил инвалидность.

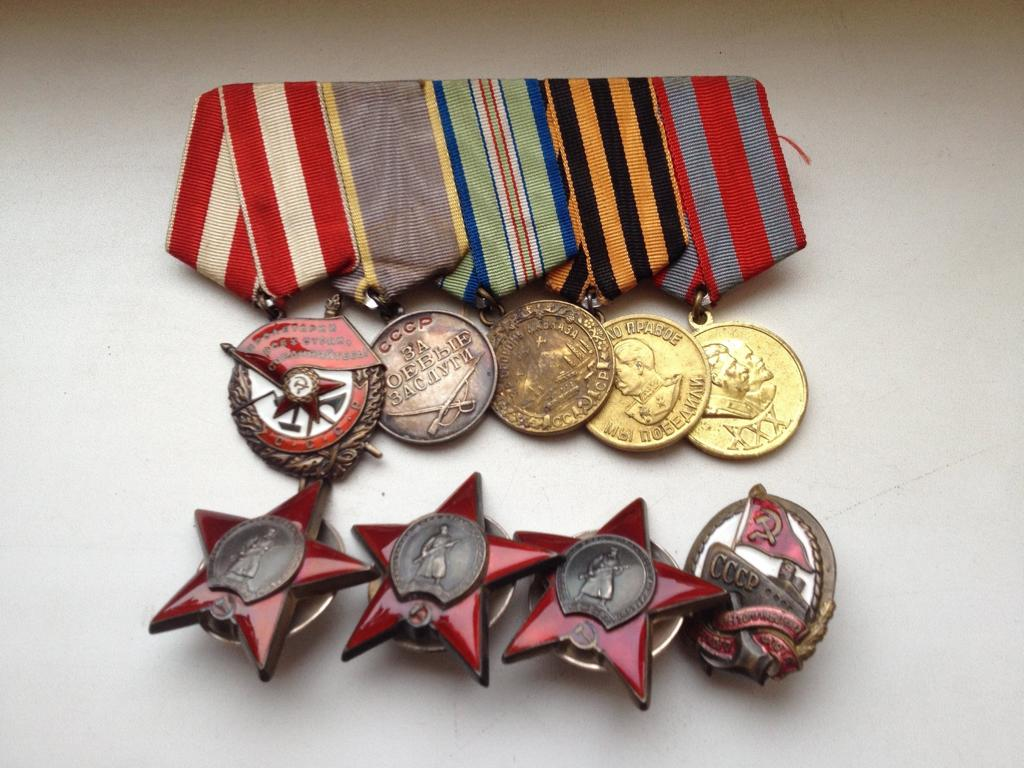
Награды П. С. Митрофанова

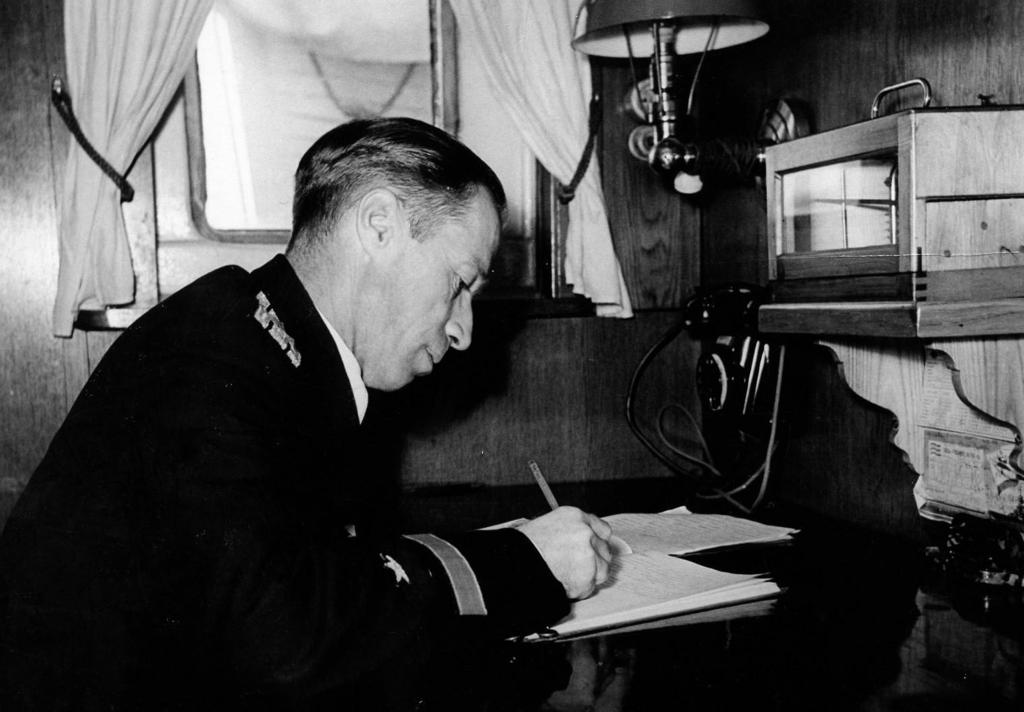
Рабочие будни на «Седове», 1950-е годы

### Память
Пётр Сергеевич Митрофанов скончался 1 сентября 1991 года. В январе 1992 года его прах, в соответствии с его волей, был предан морю с борта «Седова» в водах Бискайского залива, что стало символическим завершением его жизненного пути, тесно связанного с этим легендарным парусником.
Благодаря усилиям и преданности Петра Сергеевича Митрофанова, «Седов» продолжает служить учебным парусным судном и по сей день, оставаясь символом морской истории и традиций России. На его борту хранится компас — подарок командиру П. С. Митрофанову с дарственной надписью, сделанной от имени членов экипажа 1 июля 1959 года. Компас был возвращён на корабль сыном П. С. Митрофанова.

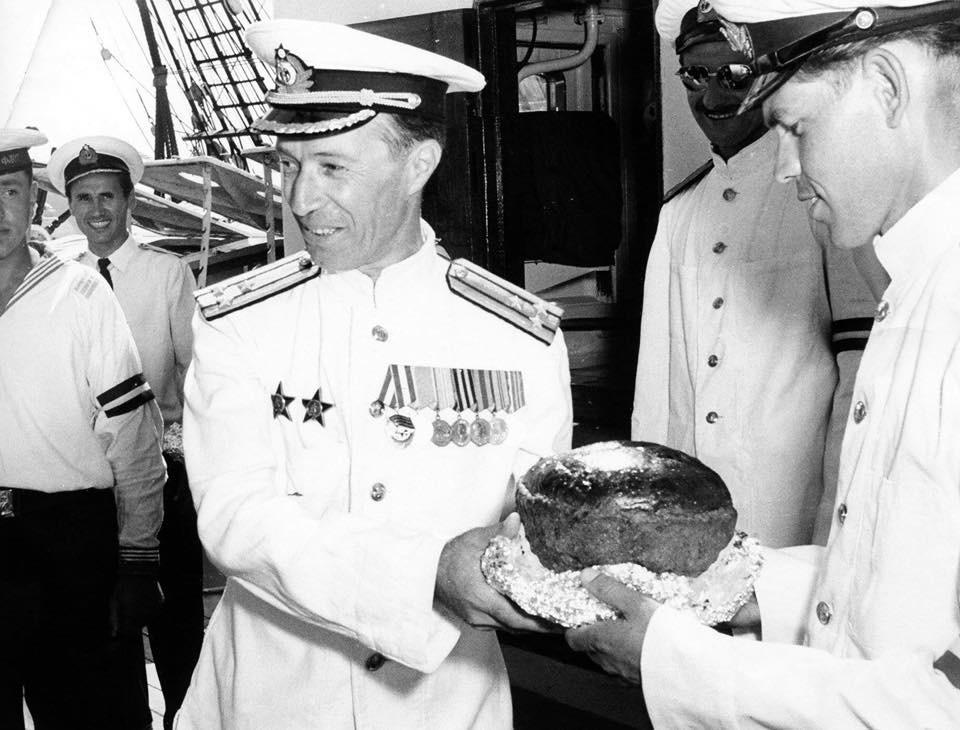
Встреча в рамках Атлантического похода барка «Седов», начало 1960-х годов

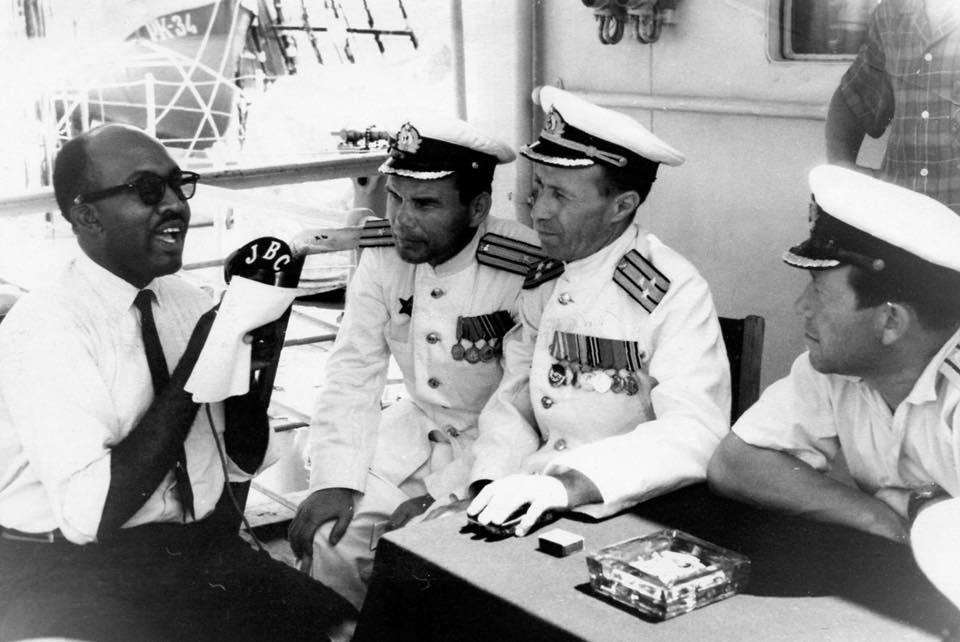
Интервью с журналистом в рамках Атлантического похода барка «Седов», начало 1960-х годов

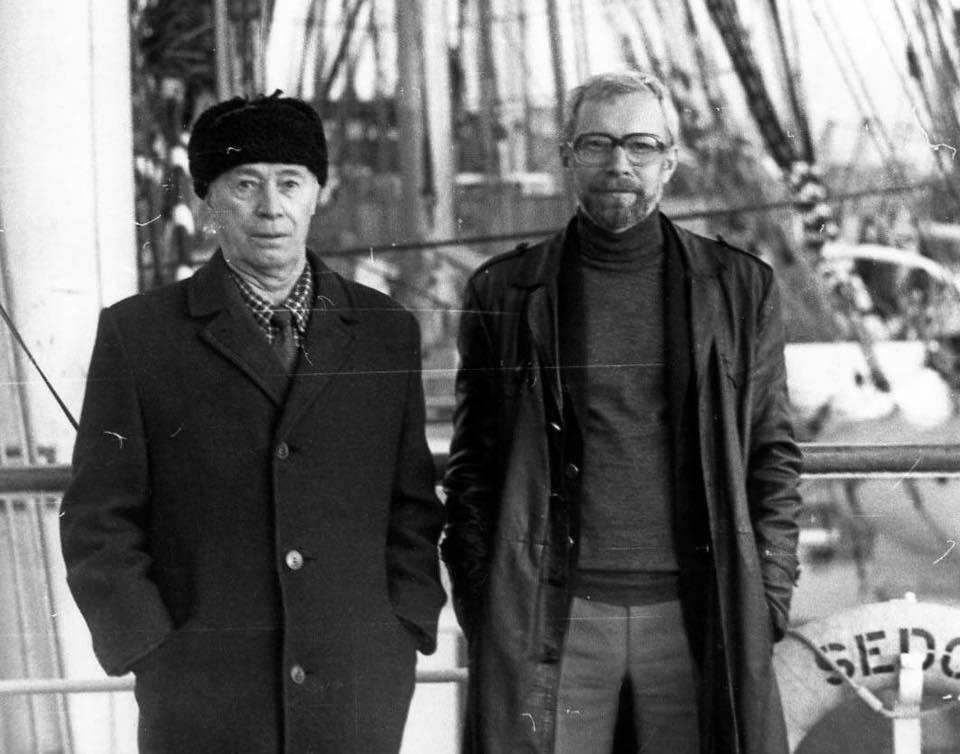
П. С. Митрофанов с сыном Валентином Петровичем Митрофановым, соавтором книги «Школа под парусами»

## Научная и литературная деятельность
После завершения морской карьеры Пётр Сергеевич Митрофанов занялся научной и литературной деятельностью. Он сотрудничал с издательством «Судостроение» и журналами «Судостроение», «Морской флот», «Катера и яхты», публикуя статьи о парусниках и морской
истории. Его книга «Школы под парусами» разошлась стотысячным тиражом и стала популярной среди любителей морского дела.

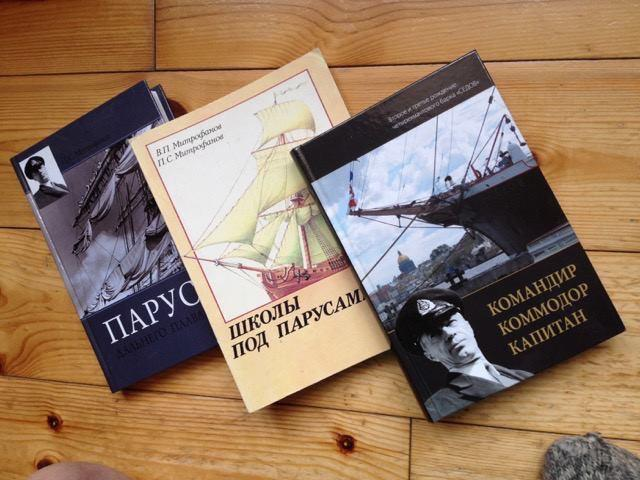
Книги П. С. Митрофанова

## Ссылки

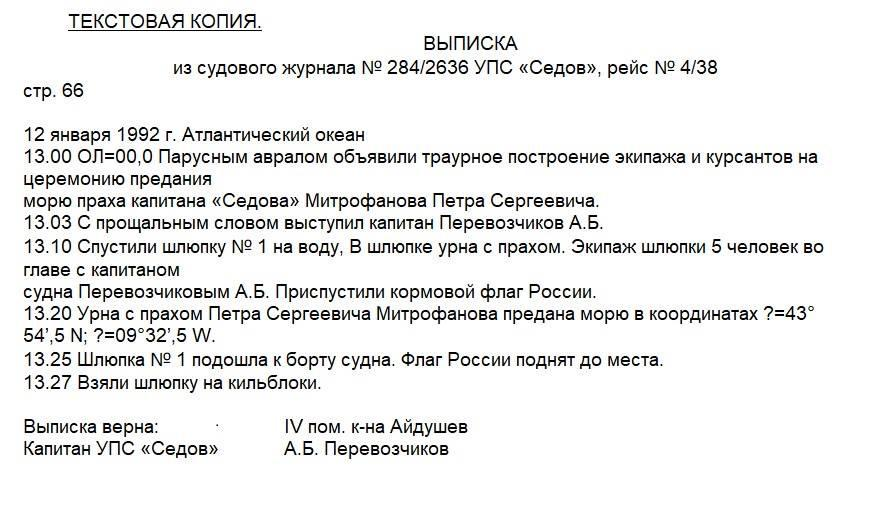
Информация о захоронении П. С. Митрофанова